# Mauritius i olympiska sommarspelen 2000
Mauritius deltog i de olympiska sommarspelen 2000 med en trupp bestående av 20 deltagare, 16 män och 4 kvinnor, men ingen av landets deltagare erövrade någon medalj.

## Badminton
Herrsingel
- Denis Constantin
  - Sextondelsfinal: Bye
  - Sextondelsfinal: Förlorade mot Peter Gade från Danmark

Herrdubbel
- Denis Constantin och Edouard Clarisse
  - Sextondelsfinal: Förlorade mot Julian Robertson och Peter Knowles från Storbritannien

Damsingel
- Amrita Sawaram
  - Sextondelsfinal: Förlorade mot Julia Mann från Storbritannien

Damdubbel
- Amrita Sawaram och Marie-Helene Valerie Pierre
  - Sextondelsfinal: Förlorade mot Haruko Matsuda och Yoshiko Iwata från Japan

Mixeddubbel
- Marie-Helene Valerie Pierre och Stephan Beeharry
  - Sextondelsfinal: Förlorade mot Kara Solmundson och Mike Beres från Kanada

## Boxning
Bantamvikt
- Riaz Durgahed
  - Omgång 1 — Förlorade mot Nehomar Cermeno från Venenzuala (→ gick inte vidare)

Lättvikt
- Giovanni Michael Frontin
  - Omgång 1 — Förlorade mot José Cruz Lasso från Colombia (→ gick inte vidare)

Supertungvikt
- Michael Macaque
  - Omgång 1 — Bye
  - Omgång 2 — Förlorade mot Art Binkowski från Kanada (→ gick inte vidare)

## Bågskytte
| Herrarnas individuella |               |                        |         |
|                        | Yehya Bundhun |                        |         |
| Sextondelsfinal        | Förlorade mot | Chung-Tae Kim Sydkorea | 169-141 |

## Friidrott
Herrarnas 100 meter
- Stéphan Buckland
  - Omgång 1 — 10.35
  - Omgång 2 — 10.26 (→ gick inte vidare)

Herrarnas 200 meter
- Stéphan Buckland
  - Omgång 1 — 20.81
  - Omgång 2 — 20.53
  - Semifinal — 20.56 (→ gick inte vidare)

Herrarnas 400 meter
- Eric Milazar
  - Omgång 1 — 45.66
  - Omgång 2 — 45.52 (→ gick inte vidare)

Herrarnas 4 x 100 meter stafett
- Fernando Augustin, Stéphan Buckland, Jonathan Chimier, och Eric Milazar
  - Omgång 1 — 39.55 (→ gick inte vidare)

Herrarnas längdhopp
- Arnaud Casquette
  - Kval — 7.57 (→ gick inte vidare)

Damernas släggkastning
- Caroline Fournier
  - Kval — 56.18 (→ gick inte vidare)